# Four Seasons Hotel Cairo at Nile Plaza
Le Four Seasons Hotel Cairo at Nile Plaza est un hôtel de 127 mètres de hauteur construit au Caire en Égypte en 1999 au bord du Nil. Il abrite un hôtel de la chaine Four Seasons Hotels and Resorts.
Le bâtiment comporte 366 chambres et 144 appartements.
L'immeuble a été conçu par l'agence d'architecture canadienne WZMH Architects.